# Cem Bölükbaşı
Cem Bölükbaşı, né le 9 février 1998 à Istanbul, est un pilote automobile turc. Ancien sim-racer évoluant en F1 Esports Series, il lance sa carrière de pilote en 2019 en GT4 European Series. Il participe en 2022 à la Formule 2 avec l'écurie Charouz Racing System.

## Biographie
Bölükbaşı se découvre une passion pour la vitesse alors qu'il n'a que 6 ans, son père l'emmene alors sur la piste de motocross. Il commence à pratiquer du motocross à l'âge de 5 ans et remporte le championnat de Turquie à l'âge de 6 ans. Il commence sa carrière professionnelle dans l'esport en 2017, il a rejoint G2 Esports FA Racing et a participé à plusieurs séries eSports de Formule 1. Il remporte également le championnat inaugural de la Formula Renault Esport Series en 2020.
Il retourne à la course automobile en mai 2019, Bölükbaşı commence à courir dans la série européenne GT4 et fait ses débuts en monoplace en octobre de la même année en Formula Renault Eurocup. Tout au long des premiers mois de l'année 2021, il participe au Championnat d'Asie de Formule 3 et termine deuxième du classement des rookies. Il participe à temps partiel à l'Euroformula Open où il remporte deux victoires en fin de saison. Après avoir participé aux essais d'après-saison de Formule 2 fin 2021, il est sélectionné pour participer au championnat 2022 dans l'écurie tchèque Charouz Racing System.
En 2022, Bölükbaşı déclare que son pilote de Formule 1 préféré est Fernando Alonso, ajoutant qu'Alonso "en tant que personne et ses mouvements sur piste" rendaient le pilote espagnol intéressant pour lui.

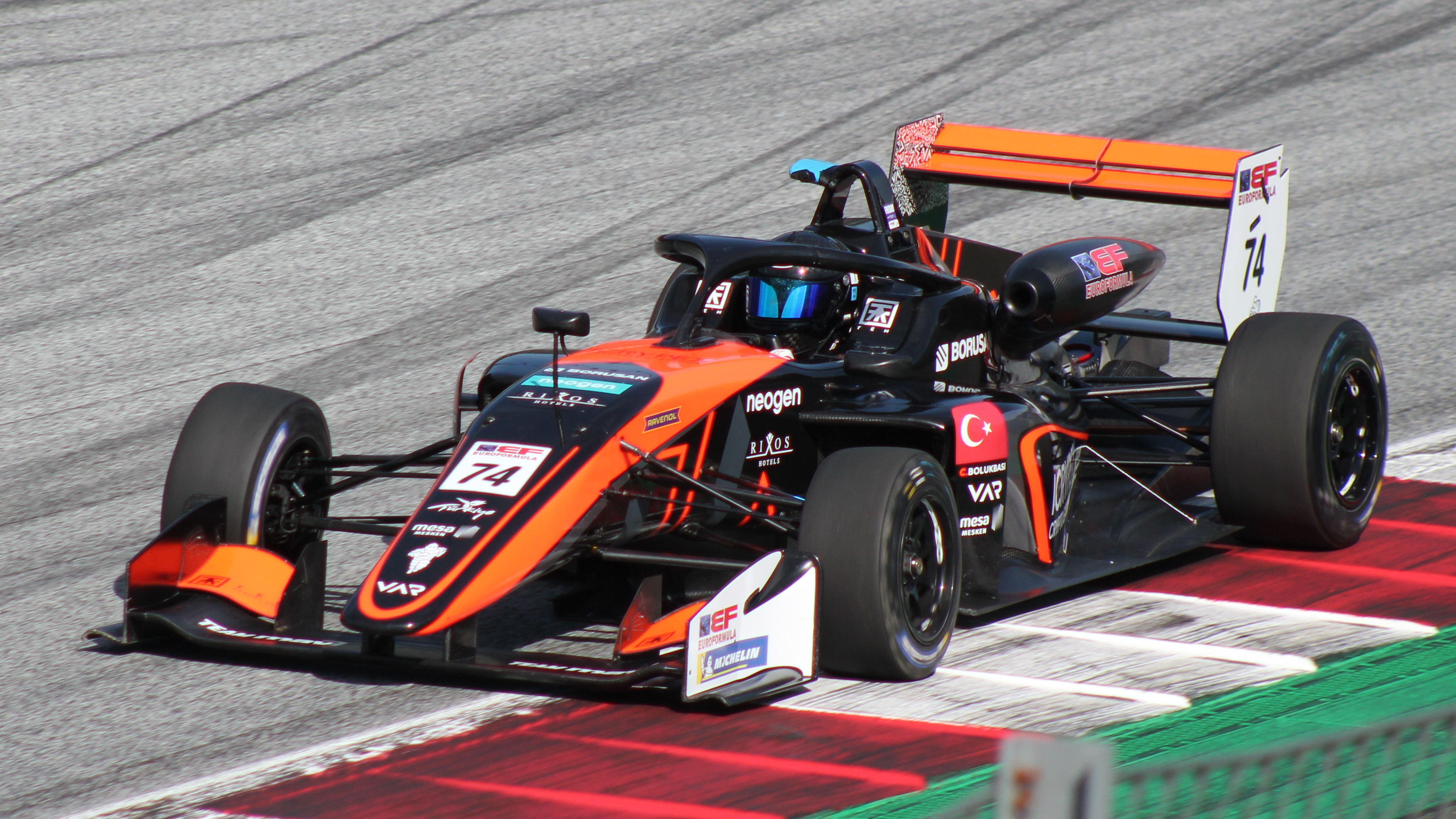
Cem Bölükbaşı en Euroformula Open en 2021 à Spielberg.
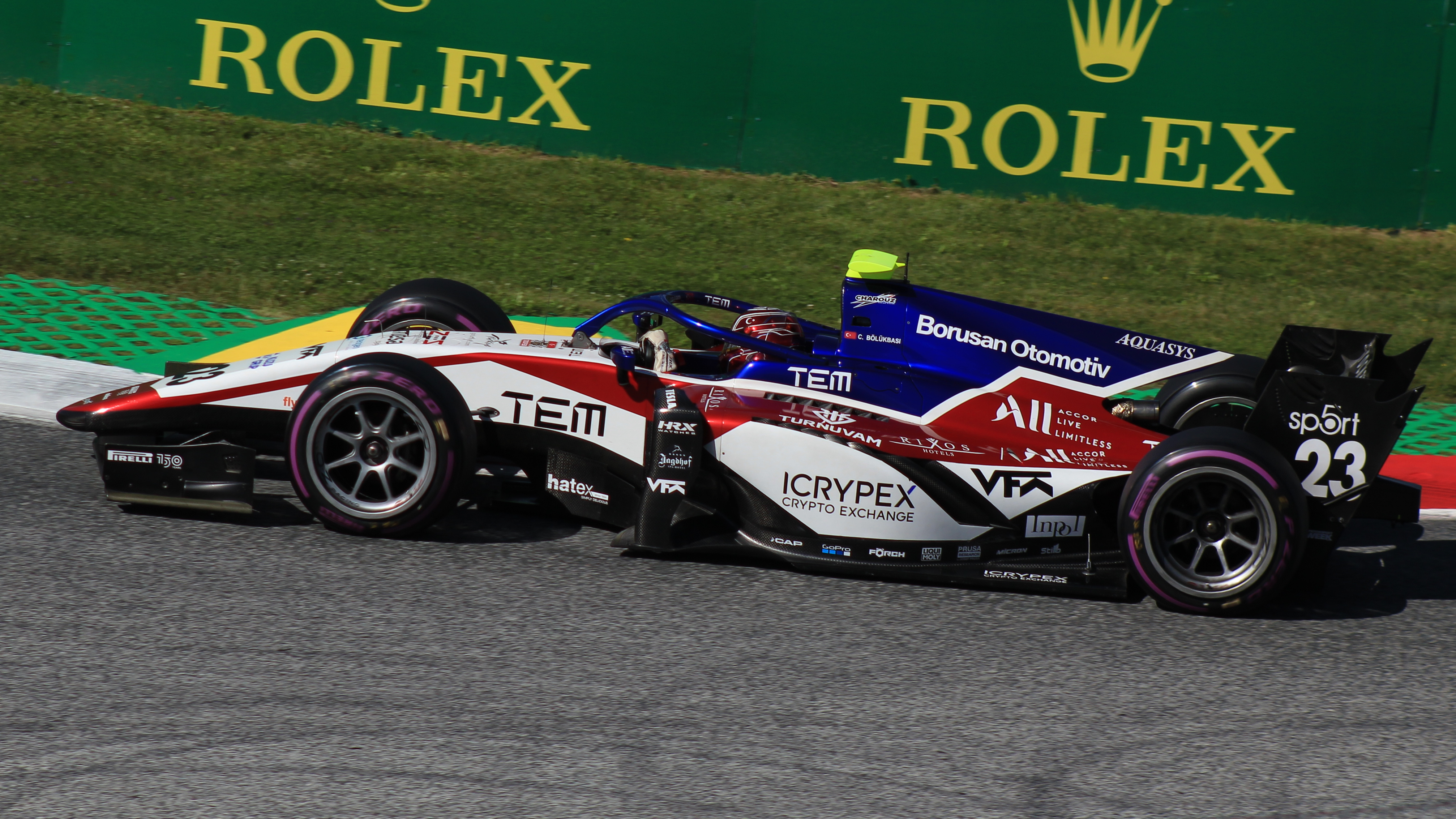
Cem Bölükbaşı en 2022 en Formule 2 à Spielberg

## Résultats en monoplace
| Saison | Championnat                     | Écurie                | Courses | Victoires | Pole positions | Meilleurs tours | Podiums | Points | Classement |
| ------ | ------------------------------- | --------------------- | ------- | --------- | -------------- | --------------- | ------- | ------ | ---------- |
| 2019   | Formula Renault Eurocup         | M2 Competition        | 2       | 0         | 0              | 0               | 0       | 0†     | n.c        |
| 2021   | Championnat d'Asie de Formule 3 | BlackArts Racing      | 15      | 0         | 0              | 0               | 0       | 61     | 9e         |
| 2021   | Euroformula Open                | Van Amersfoort Racing | 15      | 2         | 1              | 1               | 8       | 217    | 5e         |
| 2021   | European Le Mans Series         | Euro International    | 1       | 0         | 0              | 0               | 1       | 18     | 18e        |
| 2022   | Formule Régionale Asie          | Evans GP              | 3       | 0         | 0              | 0               | 0       | 0      | n.c        |
| 2022   | Formule 2                       | Charouz Racing System | 16      | 0         | 0              | 0               | 0       | 0      | 24e        |
| 2023   | Super Formula                   | TGM Grand Prix        | 9       | 0         | 0              | 0               | 0       | 5      | 18e        |
| 2024   | European Le Mans Series         | DKR Engineering       | 6       | 0         | 0              | 0               | 0       | 38     | 8e         |

† Bölükbaşı étant un pilote invité, il était inéligible pour marquer des points.

## Résultats en Grand Turismo 4
| Saison | Championnat                          | Écurie                      | Courses | Victoires | Pole positions | Meilleurs tours | Podiums | Points | Classement |
| ------ | ------------------------------------ | --------------------------- | ------- | --------- | -------------- | --------------- | ------- | ------ | ---------- |
| 2019   | GT4 European Series                  | Borusan Otomotiv Motorsport | 4       | 0         | 0              | 0               | 1       | 26     | 17e        |
| 2020   | GT4 European Series                  | Borusan Otomotiv Motorsport | 12      | 2         | 2              | 3               | 7       | 192    | 2e         |
| 2021   | GT4 European Series catégorie Silver | Borusan Otomotiv Motorsport | 4       | 0         | 0              | 0               | 1       | 30     | 15e        |
| 2021   | GT4 European Series catégorie Pro-Am | Borusan Otomotiv Motorsport | 4       | 0         | 0              | 0               | 1       | 44     | 11e        |
| 2021   | GT4 European Series catégorie Am     | Borusan Otomotiv Motorsport | 2       | 2         | 1              | 1               | 2       | 51     | 11e        |

## Résultats en F1 Esports Series
| Saison | Compétition                | Écurie               | Courses | Victoires | Poles Positions | Meilleurs Tours | Podiums | Points | Classement |
| ------ | -------------------------- | -------------------- | ------- | --------- | --------------- | --------------- | ------- | ------ | ---------- |
| 2017   | Formula One Esports Series | Non-works McLaren    | 3       | 1         | 1               | ?               | 1       | 35     | 5e         |
| 2018   | Formula One Esports Series | Non-works Toro Rosso | 4       | 0         | 0               | ?               | 0       | 32     | 12e        |